# نگوین وان‌لین
نگوین وان‌لین (ویتنامی: Nguyễn Văn Linh؛ زادهٔ ۱ ژوئیهٔ ۱۹۱۵ – درگذشتهٔ ۲۷ آوریل ۱۹۹۸) یک انقلابی و سیاست‌مدار کمونیست ویتنامی که از ۱۹۸۶ تا ۱۹۹۱ دبیرکل حزب کمونیست این کشور بود.
نگوین وان‌لین در ۲۷ آوریل ۱۹۹۸ در سن ۸۲ سالگی بر اثر سرطان کبد درگذشت.